# Anne-Cécile Ortemann
Anne-Cécile Ortemann, née le 5 mars 1971, est une militaire française. Général de division, elle est déléguée adjointe à l'information et à la communication de la défense du 1er septembre 2019 au 16 août 2021 puis nommée directrice de l'agence du numérique de défense à compter du 1er septembre 2023. Elle est la cinquième femme à devenir officier général au sein de l'Armée de terre française.

## Biographie

### Origine et formation
Originaire de Nantes,, Anne-Cécile Ortemann effectue deux années de classe préparatoire au Prytanée national militaire de La Flèche de 1988 à 1990, à l'issue desquelles elle intègre l'École spéciale militaire de Saint-Cyr (promotion général Guillaume, 1990-1993). Elle est la seule femme de sa promotion,, et apparaît alors dans le documentaire Ceux de Saint-Cyr réalisé par Philippe Costantini. Elle choisit pour école d'application l'École des transmissions (1993-1994).

### Carrière militaire
Anne-Cécile Ortemann est d'abord affectée au 51e régiment de transmissions de Compiègne (1994-1997). Promue au grade de capitaine à compter du 1er août 1997, elle est ensuite affectée au 53e régiment de transmissions de Lunéville de 1997 à 2002. Ces deux postes l'amènent à être projetée en opération extérieure en Bosnie-Herzégovine (opérations IFOR et SFOR) et au Kosovo (opération Trident).
Elle rejoint la Direction centrale des télécommunications et de l'informatique, relevant de l'état-major de l'Armée de terre, de 2002 à 2005. Elle est promue au grade de commandant le 1er juillet 2004. Elle passe ensuite un Master en management des Systèmes d’Information et des Technologies à HEC Paris et à Mines ParisTech de 2005 à 2007. Promue lieutenant-colonel, elle suit les cours du Collège interarmées de défense de 2007 à 2008.
Elle occupe ensuite le poste d'officier de synthèse des systèmes d'information et de communication de l’Armée de terre de 2008 à 2009, puis de chef du bureau opérations et instruction du 40e régiment de transmissions de Thionville de 2009 à 2011, ce qui l'amène à être projetée en Afghanistan lors de l'opération Pamir. De 2011 à 2013, elle est à nouveau affectée à l'état-major de l'Armée de terre.
Colonel à compter du 1er août 2013, Anne-Cécile Ortemann est chef de corps du 40e régiment de transmissions de Thionville de 2013 à 2015. Elle est la troisième femme à accéder à ce poste au sein de l’Armée de terre. Au cours de son commandement, son régiment prend part aux opérations Serval et Barkhane pendant la Guerre du Mali.
À l'issue de son mandat de deux ans, elle est nommée au Commandement des forces terrestres (2015-2016) puis à l'inspection de l'Armée de terre pour un an (2016-1017). Elle est ensuite auditrice de la 70e session nationale de l'Institut des hautes études de Défense nationale et du Centre des hautes études militaires (2017-2018). Après cette formation, elle est nommée chef de la mission cyber et transformation numérique de l’Armée de terre.
Par décret du 24 juillet 2019, Anne-Cécile Ortemann est promue général de brigade et nommée déléguée adjointe à l'information et à la communication de la défense à compter du 1er août 2019. Par décret du 23 août 2023, elle est promue général de division.
Elle est la cinquième femme à accéder au grade de général de brigade dans l’Armée de terre française, après les généraux Andrée Tourne (1988), Anne-Marie Meunier (1990), Christine Chaulieu (2017) et Dominique Vitte (2019),. Le général Chaulieu ayant été admis en 2e section en 2019, Anne-Cécile Orteman et Dominique Vitte sont depuis août 2019 les deux seuls officiers généraux feminins de l’Armée de terre française en activité.
Le 17 août 2021, elle devient directrice adjointe de l'Agence du numérique de défense puis directrice à compter du 1er septembre 2023.
Le 1er juillet 2025, elle devient gouverneure militaire de Lille et officière générale de zone de défense et de sécurité Nord.

## Grades militaires
- 1993 : lieutenant.
- 1er août 1997 : capitaine[a].
- 1er juillet 2004 : commandant[b].
- 2008 : lieutenant-colonel[c].
- 1er août 2013 : colonel[d].
- 1er août 2019 : général de brigade[f].
- 1er septembre 2023 : général de division [9].

## Décorations
- Officier de la Légion d'honneur en 2021[j] (chevalier en 2012[k]).
- Commandeure de l'ordre national du Mérite en 2025[l] (officier en 2018 [m].)
- Croix du combattant.
- Médaille d'Outre-Mer avec deux agrafes.
- Médaille de la Défense nationale, échelon or avec agrafe.
- Médaille de reconnaissance de la Nation avec agrafe.
- Médaille commémorative française avec deux agrafes.
- Médaille de l'OTAN pour l'ex-Yougoslavie.
- Médaille de l'OTAN pour le Kosovo .
- Médaille de l'OTAN Non-Article 5 pour la FIAS.
- Chevalier de l'ordre national du Mali.